# WWE Women's United States Championship
El Women's United States Championship (Campeonato Femenino de Estados Unidos, en español) es un campeonato de lucha libre profesional creado y utilizado por la empresa estadounidense WWE para su marca SmackDown. Es uno de los dos campeonatos femeninos secundarios en el roster principal de la empresa, junto con el Campeonato Intercontinental Femenino de Raw. El título fue anunciado durante el episodio del 8 de noviembre de 2024 de SmackDown. La campeona actual es Giulia, quien se encuentra en su primer reinado.

## Historia
La empresa de lucha libre profesional estadounidense WWE fue fundada en abril de 1963, pero nunca tuvo un campeonato femenino secundario hasta la creación del Campeonato Norteamericano Femenino de la marca de desarrollo NXT en abril de 2024. Más tarde ese año, durante el episodio del 8 de noviembre de 2024 de SmackDown, el gerente general de la marca, Nick Aldis, anunció que el Campeonato Femenino de Estados Unidos de WWE, el cual fue presentado como un campeonato secundario para la división femenina en el roster principal, similar al Campeonato Masculino de Estados Unidos de WWE, por el cual también puede competir luchadoras de Raw y NXT.

## Torneo inaugural
El 15 de noviembre de 2024, el director de contenido de WWE, Paul «Triple H» Levesque, anunció las 12 competidoras que tomarían parte del torneo inaugural por el título. Esa misma noche se dio inicio el torneo, con el triunfo de Bayley sobre Candice LeRae y B-Fab. Finalmemte, la ganadora del torneo fue Chelsea Green, quien derrotó en la final a Michin el 14 de diciembre en el especial Saturday Night's Main Event XXXVII.
|  |                                                                  |                                                                  |                                                                  |  |  |                                               |                                               |                                               |  |  |                                                           |                                                           |                                                           |
|  | Primera ronda SmackDown 15 de noviembre - 6 de diciembre de 2024 | Primera ronda SmackDown 15 de noviembre - 6 de diciembre de 2024 | Primera ronda SmackDown 15 de noviembre - 6 de diciembre de 2024 |  |  | Semifinales SmackDown 13 de diciembre de 2024 | Semifinales SmackDown 13 de diciembre de 2024 | Semifinales SmackDown 13 de diciembre de 2024 |  |  | Final Saturday Night's Main Event 14 de diciembre de 2024 | Final Saturday Night's Main Event 14 de diciembre de 2024 | Final Saturday Night's Main Event 14 de diciembre de 2024 |
|  | Primera ronda SmackDown 15 de noviembre - 6 de diciembre de 2024 | Primera ronda SmackDown 15 de noviembre - 6 de diciembre de 2024 | Primera ronda SmackDown 15 de noviembre - 6 de diciembre de 2024 |  |  | Semifinales SmackDown 13 de diciembre de 2024 | Semifinales SmackDown 13 de diciembre de 2024 | Semifinales SmackDown 13 de diciembre de 2024 |  |  | Final Saturday Night's Main Event 14 de diciembre de 2024 | Final Saturday Night's Main Event 14 de diciembre de 2024 | Final Saturday Night's Main Event 14 de diciembre de 2024 |
|  |                                                                  |                                                                  |                                                                  |  |  |                                               |                                               |                                               |  |  |                                                           |                                                           |                                                           |
|  |                                                                  |                                                                  |                                                                  |  |  |                                               |                                               |                                               |  |  |                                                           |                                                           |                                                           |
|  | Bayley                                                           | Bayley                                                           | Pin                                                              |  |  |                                               |                                               |                                               |  |  |                                                           |                                                           |                                                           |
|  | Bayley                                                           | Bayley                                                           | Pin                                                              |  |  |                                               |                                               |                                               |  |  |                                                           |                                                           |                                                           |
|  | Candice LeRae                                                    | Candice LeRae                                                    | —                                                                |  |  |                                               |                                               |                                               |  |  |                                                           |                                                           |                                                           |
|  | Candice LeRae                                                    | Candice LeRae                                                    | —                                                                |  |  |                                               |                                               |                                               |  |  |                                                           |                                                           |                                                           |
|  | B-Fab                                                            | B-Fab                                                            | 10:02                                                            |  |  | Bayley                                        | Bayley                                        | 11:55                                         |  |  |                                                           |                                                           |                                                           |
|  | B-Fab                                                            | B-Fab                                                            | 10:02                                                            |  |  | Bayley                                        | Bayley                                        | 11:55                                         |  |  |                                                           |                                                           |                                                           |
|  |                                                                  |                                                                  |                                                                  |  |  | Chelsea Green                                 | Chelsea Green                                 | Pin                                           |  |  |                                                           |                                                           |                                                           |
|  |                                                                  |                                                                  |                                                                  |  |  | Chelsea Green                                 | Chelsea Green                                 | Pin                                           |  |  |                                                           |                                                           |                                                           |
|  | Bianca Belair                                                    | Bianca Belair                                                    | —                                                                |  |  |                                               |                                               |                                               |  |  |                                                           |                                                           |                                                           |
|  | Bianca Belair                                                    | Bianca Belair                                                    | —                                                                |  |  |                                               |                                               |                                               |  |  |                                                           |                                                           |                                                           |
|  | Chelsea Green                                                    | Chelsea Green                                                    | Pin                                                              |  |  |                                               |                                               |                                               |  |  |                                                           |                                                           |                                                           |
|  | Chelsea Green                                                    | Chelsea Green                                                    | Pin                                                              |  |  |                                               |                                               |                                               |  |  |                                                           |                                                           |                                                           |
|  | Blair Davenport                                                  | Blair Davenport                                                  | 10:04                                                            |  |  | Chelsea Green                                 | Chelsea Green                                 | Pin                                           |  |  |                                                           |                                                           |                                                           |
|  | Blair Davenport                                                  | Blair Davenport                                                  | 10:04                                                            |  |  |                                               | Chelsea Green                                 | Pin                                           |  |  |                                                           |                                                           |                                                           |
|  |                                                                  |                                                                  |                                                                  |  |  | Michin                                        | Michin                                        | 8:05                                          |  |  |                                                           |                                                           |                                                           |
|  |                                                                  |                                                                  |                                                                  |  |  | Michin                                        | Michin                                        | 8:05                                          |  |  |                                                           |                                                           |                                                           |
|  | Lash Legend                                                      | Lash Legend                                                      | —                                                                |  |  |                                               |                                               |                                               |  |  |                                                           |                                                           |                                                           |
|  | Lash Legend                                                      | Lash Legend                                                      | —                                                                |  |  |                                               |                                               |                                               |  |  |                                                           |                                                           |                                                           |
|  | Michin                                                           | Michin                                                           | Pin                                                              |  |  |                                               |                                               |                                               |  |  |                                                           |                                                           |                                                           |
|  | Michin                                                           | Michin                                                           | Pin                                                              |  |  |                                               |                                               |                                               |  |  |                                                           |                                                           |                                                           |
|  | Piper Niven                                                      | Piper Niven                                                      | 10:34                                                            |  |  | Michin                                        | Michin                                        | Pin                                           |  |  |                                                           |                                                           |                                                           |
|  | Piper Niven                                                      | Piper Niven                                                      | 10:34                                                            |  |  | Michin                                        | Michin                                        | Pin                                           |  |  |                                                           |                                                           |                                                           |
|  |                                                                  |                                                                  |                                                                  |  |  | Tiffany Stratton                              | Tiffany Stratton                              | 8:31                                          |  |  |                                                           |                                                           |                                                           |
|  |                                                                  |                                                                  |                                                                  |  |  | Tiffany Stratton                              | Tiffany Stratton                              | 8:31                                          |  |  |                                                           |                                                           |                                                           |
|  | Naomi                                                            | Naomi                                                            | —                                                                |  |  |                                               |                                               |                                               |  |  |                                                           |                                                           |                                                           |
|  | Naomi                                                            | Naomi                                                            | —                                                                |  |  |                                               |                                               |                                               |  |  |                                                           |                                                           |                                                           |
|  | Tiffany Stratton                                                 | Tiffany Stratton                                                 | Pin                                                              |  |  |                                               |                                               |                                               |  |  |                                                           |                                                           |                                                           |
|  | Tiffany Stratton                                                 | Tiffany Stratton                                                 | Pin                                                              |  |  |                                               |                                               |                                               |  |  |                                                           |                                                           |                                                           |
|  | Elektra Lopez                                                    | Elektra Lopez                                                    | 7:32                                                             |  |  |                                               |                                               |                                               |  |  |                                                           |                                                           |                                                           |
|  | Elektra Lopez                                                    | Elektra Lopez                                                    | 7:32                                                             |  |  |                                               |                                               |                                               |  |  |                                                           |                                                           |                                                           |

1. ↑  Originalmente, Jade Cargill había sido programada en esta llave, pero quedó fuera tras ser atacada en backstage en la edición del 22 de noviembre.

## Diseño
El diseño del cinturón es muy similar a la versión del título masculino, pero, como todos los campeonatos femeninos, es un poco más pequeño y con la correa blanca. Además, luce la palabra «Women's» sobre el «United States Champion». Como todos los cinturones de WWE, al costado presenta dos placas, las cuales son removibles para ser personalizadas con el logo de la campeona. En este caso, dichas placas son circulares y presentan el logo de WWE sobre un globo rojo y dorado.

## Campeonas

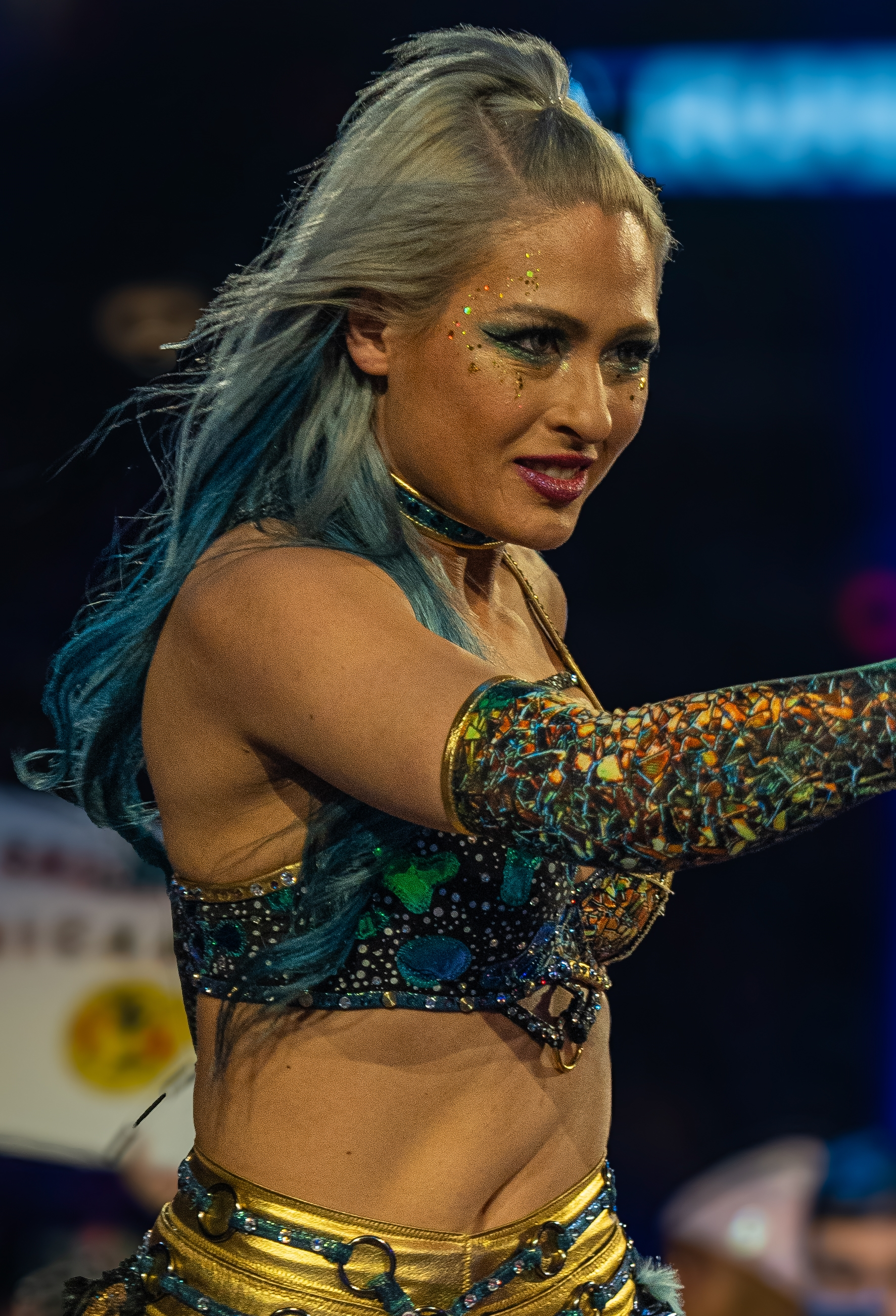
La campeona actual, Giulia.

Luego de que el título fuese anunciado el 8 de noviembre de 2024, se realizó un torneo de 12 luchadoras para coronar a la campeona inaugural. La ganadora de dicho torneo fue Chelsea Green, quien derrotó en la final a Michin en Saturday Night's Main Event XXXVII. Desde entonces ha habido tres campeonas en igual número de reinados. Chelsea Green y Giulia son las dos luchadoras no estadounidenses que han ostentado el título.
El reinado más largo en la historia del campeonato lo ostenta Chelsea Green, quien mantuvo el campeonato por 132 días en su único reinado. En contraparte, Zelina Vega posee el reinado más corto, con 63 días.
La campeona más joven es Giulia, quien a los 31 años y 126 días derrotó a Zelina Vega en SmackDown. En contraparte, la campeona más vieja es Zelina Vega, quien a los 34 años y 119 días derrotó a Chelsea Green. En cuanto al peso de las campeonas, Chelsea Green es la más pesada, con 59 kilogramos, mientras que Zelina Vega es la más liviana, con 52 kilogramos.

### Campeona actual
La campeona actual es Giulia, quien se encuentra en su primer reinado. Giulia ganó el título tras derrotar a la excampeona Zelina Vega el 27 de junio de 2025 en SmackDown.
Giulia registra hasta el 3 de agosto de 2025 las siguientes defensas televisadas:
1. vs. Zelina Vega (1 de agosto de 2025, SmackDown)

### Lista de campeonas
| N.º | Campeona      | Lucha                   | Lucha                              | Lucha                 | Estadísticas | Estadísticas | Estadísticas      | Notas y referencias                                            |
| N.º | Campeona      | Fecha                   | Evento                             | Ubicación             | Reinado      | Días         | Días rec. por WWE | Notas y referencias                                            |
| --- | ------------- | ----------------------- | ---------------------------------- | --------------------- | ------------ | ------------ | ----------------- | -------------------------------------------------------------- |
| 1   | Chelsea Green | 14 de diciembre de 2024 | Saturday Night's Main Event XXXVII | Uniondale, Nueva York | 1            | 132          | 131               | Derrotó a Michin en la final del torneo inaugural.             |
| 2   | Zelina Vega   | 25 de abril de 2025     | SmackDown                          | Fort Worth, Texas     | 1            | 63           | 63                | [ 7 ]                                                          |
| 3   | Giulia        | 27 de junio de 2025     | SmackDown                          | Riad, Arabia Saudita  | 1            | 37+          | 37+               | Primera vez que el campeonato se gana fuera de Estados Unidos. |

### Total de días con el título
La siguiente lista muestra el total de días que una luchadora ha poseído el campeonato si se suman todos los reinados que posee. Actualizado a la fecha del 3 de agosto de 2025.
| + | Indica a la campeona actual. |

| N.º | Luchadora     | Reinados | Días combinados | Reconocidos por WWE |
| --- | ------------- | -------- | --------------- | ------------------- |
| 1   | Chelsea Green | 1        | 132             | 131                 |
| 2   | Zelina Vega   | 1        | 63              | 63                  |
| 3   | Giulia        | 1        | 37+             | 37+                 |